# Socks Glacier
Socks Glacier är en glaciär i Antarktis. Den ligger i Östantarktis. Nya Zeeland gör anspråk på området. Socks Glacier ligger 800 meter över havet.
Terrängen runt Socks Glacier är varierad. Trakten är obefolkad. Det finns inga samhällen i närheten.